# 文錦棠
文錦棠（Mandy），香港傳道人，曾為死囚，現為釋囚（更生人士）。年少時，因槍殺警察而被判死刑，適逢當時的香港開始廢除死刑，才改判終身監禁，及後於獄中接受及相信了基督新教，因獲末代港督彭定康將終身監禁特赦為有期徒刑，最終得到假釋並於1997年重投社會，是赤柱監獄有史以來第三個能獲假釋離開的死囚。

## 生平
文錦棠在香港出生，自小家境清貧，在木屋區長大，綽號為「大頭文」。他曾因為對學業不感興趣為理由，中途離校，只有小五程度的他，終日無所事事、四處遊蕩。某天，當他到街上走走的時候，遇上一位社團頭目，並即時加入黑社會。此後，文錦棠到處惹是生非，打架、打劫對他來說只是家常便飯。隨著他認識了一些富有的朋友，便渴望過奢華的生活，但學歷只有小學程度的他，明白到這是遙不可及的夢想。後來，他從朋友口中得知有犯罪集團專門打劫銀行、解款車及珠寶金行，他經轉介下加入了該集團。第一次打劫銀行，目標是匯豐銀行分行，過程十分順利，他在分錢時獲得20,000元。第二次，過程更快，他的膽子也更大。錢來得快，用得也快，第三次，就連一點害怕也沒有，視警員和保安如無物，更有興奮的感覺，如是者一直打劫到第14間銀行，在1973年的最後一次洗劫中（當時地點是九龍西渣打銀行分行原址），神速的警方已在玻璃門外守候，隨即爆發槍戰。事件中，文槍殺了一名衝鋒隊的警長，槍傷三名途人，並且逃脫，事隔不久後被捕。在21歲的時候，因謀殺或導致他人身體受傷被判死刑。

## 判刑
文錦棠在1973年被判死刑。雖然死到臨頭，但文並沒有為他所犯的罪感到後悔，反而怨天尤人，他並無半點內疚及為此檢討，只感到世界對他不公平，討厭整個世界。在獄中等待處死之日來臨是最難捱的，文也不會例外，他終日提心吊膽，害怕下一秒便一命嗚呼。在1974年，文獲時任港督的麥理浩爵士由死刑特赦為終身監禁。
儘管已改判終身監禁，文仍不感到高興，他知道「終身監禁──直至到老死獄中」，就等如人生沒有盼望與將來。文感到生存已失去目標，便以生事渡日，終日挑戰獄警以及同囚，例如以粗口問候獄警、每一天也賭錢並輸打贏要，惹起獄警的怒氣、惹是生非才覺得自己是存在的，如是者那種生活方式一直過了12年……

## 英文名字由來
文錦棠的英文名叫「Mandy」，是由一位牧師為他而改，指因南非總統曼德拉名前叫Mandy。

## 改編電視劇
- 懲教署與香港電台電視部攝製的 單元實況劇《鐵窗邊緣》

## 受訪電視節目
- 香港電台《社區參與廣播服務試驗計劃》，由香港善導會負責的《甦mate》探討更生人士問題[2]
- 《星期日檔案》

## 外部連結
- 融入社會 更生人重建信心 （页面存档备份，存于），香港《文匯報》，2007年6月4日（星期一）。
- 《大公報》
  - 〈香港一家人/ 囚犯重生〉，《大公網》，2007年7月30日。
  - 〈香港一家人/ 懸崖邊拯救邊青〉，《大公網》，2007年7月30日。
  - 〈香港一家人/ 品甘苦重建家庭〉，《大公網》，2007年7月30日。
  - 〈香港一家人/ 富豪囚犯受「尊敬」〉，《大公網》，2007年7月30日。[永久]
- 回歸20年-特赦出獄1997年重返社會-殺警劫匪冀向家屬說對不起 （页面存档备份，存于） ， 香港01 2017年6月29日
- 釋囚文錦棠 春風化雨二十載 （页面存档备份，存于）， 《大學線》 134期